# Joan de Sant Boi
Joan de Sant Boi (segle XII - 9 d'agost de 1206) va ser un sacerdot vinculat amb la Seu de Tarragona.
Era canonge de la catedral tarragonina el 1155 i havia de ser un personatge força destacat, ja que consta com a secretari de l'arquebisbe Bernat Tort des de temps anteriors. Va ser el primer cambrer de la ciutat de Reus. L'arquebisbe de Tarragona era senyor de Reus i havia donat dos terços del govern de la ciutat al castlà, fins que el 1159 va cedir la senyoria a la cambreria de la catedral, i va nomenar un cambrer, iniciant-se així la duplicitat de la senyoria sobre la vila de Reus en la qual el cambrer tenia un terç i a més l'alta i baixa jurisdicció i el mer i mixt imperi, i la totalitat del seu terme parroquial. De fet, la primera notícia coneguda de Joan de Sant Boi com a cambrer és datada el 1173, però el nomenament es va fer el 1159. L'historiador reusenc Andreu de Bofarull sospita de l'existència d'un cambrer anterior, nomenat el 1159, del qual se'n desconeixeria el nom. El 1183 el seu nom consta en una butlla del Papa Luci III on es citen totes les possessions de l'església de Tarragona, vinculant-lo a Reus. El 1186 va signar una carta de població a favor dels veïns de la vila, tres anys després de la atorgada pel castlà Bernat de Bell-lloc.
Joan de Sant Boi va ser cambrer de Reus fins al 1193, any en què va passar a ocupar la Pabordia de la seu de Tarragona, càrrec que va ocupar fins al 1199. El va substituir en la cambreria de Reus Berenguer de Castellet. Mentre era paborde va ocupar provisionalment la mitra tarragonina dues vegades, per la mort dels titulars. També va rebre de mans del rei Alfons I la missió de repoblar i crear un monestir a Escornalbou, del que en va ser prior fins a la seva mort, i va propiciar el repoblament del terme. Quan va deixar la Pabordia, Joan de Sant Boi va dedicar la seva atenció al monestir d'Escornalbou. Va morir el 9 d'agost de 1206.